# Маятник Дубошинского

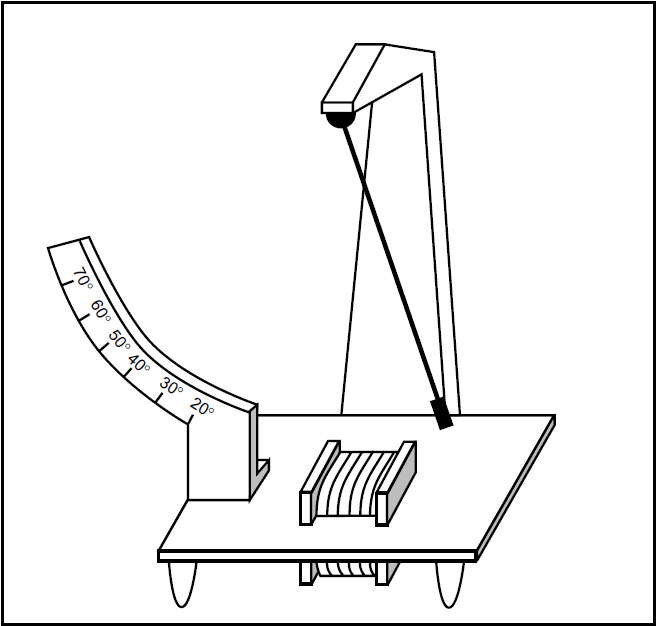
Маятник Дубошинского

Ма́ятник Дубоши́нского — механический маятник, совершающий незатухающие квази-собственные колебания за счёт взаимодействия с высокочастотным переменным магнитным полем. 

 Этот эффект был открыт братьями Данилом и Яковом Дубошинскими в 1968—1969 годах.
Маятник Дубошинского состоит из двух взаимодействующих частей:
- механического маятника с собственной низкой частотой, с небольшим постоянным магнитом, прикреплённым к его нижнему концу;
- неподвижного электромагнита, находящегося под точкой равновесия траектории маятника и питаемого переменным током с частотой от десятков до тысяч герц. [1][2][3][4][8][9][10][11][12][13][14]

Постоянный магнит на конце маятника взаимодействует с магнитным полем соленоида только на ограниченной части траектории маятника — над соленоидом. Эта пространственная неоднородность взаимодействия позволяет маятнику регулировать свой обмен энергией с магнитным полем. Затухающее движение маятника, первоначально отпущенного из любого положения, может перейти в устойчивое, близкое к периодическому. При таком движении маятник за один или за несколько периодов колебаний извлекает из взаимодействия с электромагнитом порцию энергии, в точности компенсирующую потери на трение за это же время. 
Устойчивость колебаний поддерживается самоподстройкой фазового соотношения между маятником и высокочастотным полем.
Амплитуда установившихся колебаний принимает одно стационарное значение из дискретного множества значений, возможных для данной частоты питания электромагнита. Квантованные амплитуды практически не зависят от силы переменного тока, питающего электромагнит. В то же время амплитуды весьма чувствительны к изменениям частоты этого тока. Чем выше эта частота, тем больше количество квантованных амплитуд, которые способен реализовать маятник.